# Gelonos
Gelonos (Oudgrieks:  Γελωνός, Gelōnós) was een door Herodotus genoemde stad in het land van de Budini voorbij de Don, dat wil zeggen voorbij het land van de Scythen. Het land van de Budini was volledig bebost.

## Overlevering
Volgens Stephanos van Byzantium werd de stad gesticht door de gelijknamige heros Gelonos, die volgens Herodotus een zoon was van Herakles en de "Scythische Echidna". Gelonos moest met zijn broer Agathyrsos het land verlaten omdat hij de boog van Heracles niet kon spannen. Scythes, de jongste van de drie broers, slaagde daarin wel en werd koning.
Herodotus beschrijft Gelonos als groot en volledig uit hout gebouwd, met een eveneens houten omwalling. De inwoners waren voornamelijk uit het zuiden verdreven Pontische Grieken, die hun manier van leven met zich meebrachten, Griekse goden aanbaden in houten tempels en een mengeling van Grieks en Scythisch spraken. In tegenstelling tot de Budini bedreven ze landbouw. Herodotus vermeld een festival van Dionysos dat om de twee jaar plaatsvond. Gelonos zou in de 6e eeuw voor Christus tijdens de Scythische veldtocht van Darius I van Perzië vernietigd zijn.

## Uitleg en ligging
August Meitzen beschouwde de stad als een stichting van de Miletiërs, in Griekse stijl, zij het geheel uit hout.
De Sovjet-archeoloog Boris Sjramko vermoedde op grond van gevonden Griekse keramiek en houten architectuur dat vestingwerken nabij Bilsk in de oblast Poltava Gelonos zouden kunnen zijn. Op grond van verschillen in materiële cultuur ging hij ervan uit dat de Budini in het oostelijke deel en de Geloni in het westelijke deel woonden.
De meeste onderzoekers plaatsen Gelonos echter verder naar het noorden of noordoosten. Herodotus vermeldt nadrukkelijk dat de stad "voorbij de Don" lag. Ook Volgograd, Saratov en zelfs Kazan werden voorgesteld. 